# Docosia baisae
Docosia baisae (лат.) — ископаемый вид грибных комаров рода Docosia (Mycetophilidae). Обнаружен в нижнемеловом местонахождении Байса (из формации Заза, возраст от 125 до 113 млн лет; Бурятия, Россия), в честь которого и был назван.

## Описание
Длина тела от 2,5 до 3,5 мм, длина крыльев от 1,7 до 2,5 мм. Мезонотум слабо выпуклый и волосистый. Костальная жилка крыла с двумя рядами щетинок, а жилки e R1, R5 и r-m каждая с одним рядом щетинок. Жилка С выходит за пределы R, до 1/3 расстояния между R и M. Жилка Sc входит в R ближе к основанию вилки M3+J+CUA. Поперечная жилка r-m в 2,5 раза короче, чем R, и немного длиннее, чем M3. Вид был впервые описан в 1998 году американским диптерологом Владимиром Благодеровым. Сходен с Docosia zaza.